# Kallithéa (ort i Grekland, Västra Grekland, Nomós Aitolías kai Akarnanías)
Kallithéa (Kallithea) är en ort i Grekland.   Den ligger i prefekturen Nomós Aitolías kai Akarnanías och regionen Västra Grekland, i den centrala delen av landet, 200 km väster om huvudstaden Aten. Kallithéa ligger 604 meter över havet och antalet invånare är 355.
Terrängen runt Kallithéa är varierad. Runt Kallithéa är det ganska glesbefolkat, med 23 invånare per kvadratkilometer. Närmaste större samhälle är Agrínio, 17,8 km väster om Kallithéa. 